# Майструк Микола Кирилович
Микола Кирилович Майструк (біл. Мікалай Кірылавіч Майструк; нар. 2 грудня 1953, с. Лепяси, Кобринський район, Брестська область) — білоруський архітектор.

## Біографія
Закінчив у 1980 році БПІ. Служив у 1972—1974 роках в Радянській Армії. У 1980—1984 роках працював архітектором в «БелНДІдзіпрасільбуді». У 1984—1993 роках секретар наукової Ради, помічник голови Держбуду БРСР. У 1993 році заступник директора МП «Жемчужина», в 1994—1997 роках заступник генерального директора з проектування АТ «Старий Мінськ», у 1997—1999 роках директор підприємства «Сен-До» ЗАТ «Белтехекспорт», в 1999—2005 роках-начальник відділу будівництва, реконструкції та розвитку СП ТОВ «Мобільний цифровий зв'язок», у 2005—2008 роках заступник глави представництва, глава представництва ЗАТ «SKALA» Литовської Республіки в Республіці Білорусь, у 2008—2009 роках заступник генерального директора в ІООО «Логістичний центр Прилісся», з 2009 року начальник відділу проектно-кошторисних робіт, заступник директора з проектно-кошторисних роботах, перший заступник директора з перспективного розвитку та будівництва, директор ЗАТ «Інвест-Систем».
Член Спілки архітекторів Білорусі.